# Miriam Oremans
Miriam Oremans (née le 9 septembre 1972 à Berlicum) est une joueuse de tennis néerlandaise, professionnelle du milieu des années 1990 à 2002.
Joueuse régulière, le plus souvent classée aux alentours de la 50e place mondiale, elle a disputé la totalité des épreuves du Grand Chelem de 1993 à 2002, atteignant en simple le 4e tour à Wimbledon en 1993 et 1998.
Sa plus grande performance est une médaille d'argent en double aux Jeux olympiques de Sydney en 2000 avec Kristie Boogert (défaite contre les Américaines Venus et Serena Williams).
Durant sa carrière, elle a remporté trois titres WTA, tous en double.

## Palmarès

### Titre en simple dames
Aucun

### Finales en simple dames
| No | Date       | Nom et lieu du tournoi             | Catégorie | Dotation  | Surface      | Vainqueure          | Score         |          |
| -- | ---------- | ---------------------------------- | --------- | --------- | ------------ | ------------------- | ------------- | -------- |
| 1  | 14/06/1993 | Volkswagen Cup, Eastbourne         | Tier II   | 375 000 $ | Gazon (ext.) | Martina Navrátilová | 2-6, 6-2, 6-3 | Parcours |
| 2  | 16/06/1997 | Heineken Trophy, Rosmalen          | Tier III  | 164 250 $ | Gazon (ext.) | Ruxandra Dragomir   | 5-7, 6-2, 6-4 | Parcours |
| 3  | 15/06/1998 | Heineken Trophy, Rosmalen          | Tier III  | 164 250 $ | Gazon (ext.) | Julie Halard        | 6-3, 6-4      | Parcours |
| 4  | 23/10/2000 | Eurotel Slovak Indoors, Bratislava | Tier IVb  | 110 000 $ | Dur (int.)   | Dája Bedáňová       | 6-1, 5-7, 6-3 | Parcours |
| 5  | 11/06/2001 | DFS Classic, Birmingham            | Tier III  | 170 000 $ | Gazon (ext.) | Nathalie Tauziat    | 6-3, 7-5      | Parcours |

### Titres en double dames
| No | Date       | Nom et lieu du tournoi                   | Catégorie | Dotation  | Surface         | Partenaire       | Finalistes                       | Score         |          |
| -- | ---------- | ---------------------------------------- | --------- | --------- | --------------- | ---------------- | -------------------------------- | ------------- | -------- |
| 1  | 10/02/1992 | Int’l Austrian Indoor Championships Linz | Tier V    | 100 000 $ | Moquette (int.) | Monique Kiene    | Claudia Porwik Raffaella Reggi   | 6-4, 6-2      | Parcours |
| 2  | 09/02/1998 | Open Gaz de France Paris                 | Tier II   | 450 000 $ | Moquette (int.) | Sabine Appelmans | Anna Kournikova Larisa Neiland   | 1-6, 6-3, 7-6 | Parcours |
| 3  | 15/06/1998 | Heineken Trophy Rosmalen                 | Tier III  | 164 250 $ | Gazon (ext.)    | Sabine Appelmans | Cătălina Cristea Eva Melicharová | 6-7, 7-6, 7-6 | Parcours |

### Finales en double dames
| No | Date       | Nom et lieu du tournoi                     | Catégorie     | Dotation    | Surface         | Vainqueures                          | Partenaire       | Score           |          |
| -- | ---------- | ------------------------------------------ | ------------- | ----------- | --------------- | ------------------------------------ | ---------------- | --------------- | -------- |
| 1  | 22/05/1995 | Internationaux de Strasbourg Strasbourg    | Tier III      | 161 250 $   | Terre (ext.)    | Lindsay Davenport Mary Joe Fernández | Sabine Appelmans | 6-2, 6-3        | Parcours |
| 2  | 20/05/1996 | Open Paginas Amarillas Madrid              | Tier II       | 250 000 $   | Terre (ext.)    | Jana Novotná Arantxa Sánchez         | Sabine Appelmans | 7-6, 6-2        | Parcours |
| 3  | 30/09/1996 | Sparkassen Cup Leipzig                     | Tier II       | 450 000 $   | Moquette (int.) | Kristie Boogert Nathalie Tauziat     | Sabine Appelmans | 6-4, 6-4        | Parcours |
| 4  | 20/03/1997 | The Lipton Championships Miami             | Tier I        | 1 750 000 $ | Dur (ext.)      | Arantxa Sánchez Natasha Zvereva      | Sabine Appelmans | 6-2, 6-3        | Parcours |
| 5  | 19/09/2000 | Olympic Games Sydney                       | J. olympiques | NC          | Dur (ext.)      | Serena Williams · Venus Williams     | Kristie Boogert  | 6-1, 6-1        | Parcours |
| 6  | 12/02/2001 | Qatar Total FinaElf Open Doha              | Tier III      | 170 000 $   | Dur (ext.)      | Sandrine Testud Roberta Vinci        | Kristie Boogert  | 7-5, 7-64       | Parcours |
| 7  | 13/05/2001 | TennisCup Vlaanderen Anvers                | Tier V        | 110 000 $   | Terre (ext.)    | Els Callens Virginia Ruano Pascual   | Kristie Boogert  | 6-3, 3-6, 6-4   | Parcours |
| 8  | 18/06/2001 | Heineken Trophy Bois-le-Duc                | Tier III      | 170 000 $   | Gazon (ext.)    | Ruxandra Dragomir Nadia Petrova      | Kim Clijsters    | 7-65, 6-75, 6-4 | Parcours |
| 9  | 31/12/2001 | Thalgo Hardcourts Championships Gold Coast | Tier III      | 170 000 $   | Dur (ext.)      | Justine Henin Meghann Shaughnessy    | Åsa Svensson     | 6-1, 7-66       | Parcours |

### Finale en double mixte
| No | Date       | Nom et lieu du tournoi      | Catégorie | Dotation    | Surface      | Vainqueures              | Partenaire    | Score     |          |
| -- | ---------- | --------------------------- | --------- | ----------- | ------------ | ------------------------ | ------------- | --------- | -------- |
| 1  | 22/06/1992 | The Championships Wimbledon | G. Chelem | 3 000 000 $ | Gazon (ext.) | Larisa Neiland Cyril Suk | Jacco Eltingh | 7-62, 6-2 | Parcours |

## Parcours en Grand Chelem

### En simple dames
| Année | Open d'Australie | Open d'Australie  | Internationaux de France | Internationaux de France | Wimbledon       | Wimbledon          | US Open         | US Open            |
| ----- | ---------------- | ----------------- | ------------------------ | ------------------------ | --------------- | ------------------ | --------------- | ------------------ |
| 1990  | -                | -                 | -                        | -                        | -               | -                  | 2e tour (1/32)  | Mary Joe Fernández |
| 1991  | 1er tour (1/64)  | Stacey Schefflin  | -                        | -                        | 1er tour (1/64) | Nicole Jagerman    | -               | -                  |
| 1992  | -                | -                 | -                        | -                        | 1er tour (1/64) | Kristin Godridge   | -               | -                  |
| 1993  | 3e tour (1/16)   | Conchita Martínez | 2e tour (1/32)           | Brenda Schultz           | 4e tour (1/8)   | Jana Novotná       | 1er tour (1/64) | Clare Wood         |
| 1994  | 1er tour (1/64)  | Lisa Raymond      | 3e tour (1/16)           | Petra Ritter             | 1er tour (1/64) | Jana Novotná       | 1er tour (1/64) | Alexia Dechaume    |
| 1995  | 2e tour (1/32)   | Sandrine Testud   | 2e tour (1/32)           | Conchita Martínez        | 3e tour (1/16)  | Mary Joe Fernández | 1er tour (1/64) | Katrina Adams      |
| 1996  | 1er tour (1/64)  | Laurence Courtois | 3e tour (1/16)           | Magdalena Maleeva        | 2e tour (1/32)  | Arantxa Sánchez    | 2e tour (1/32)  | Martina Hingis     |
| 1997  | 1er tour (1/64)  | Conchita Martínez | 1er tour (1/64)          | Lea Ghirardi             | 1er tour (1/64) | Gigi Fernández     | 3e tour (1/16)  | Monica Seles       |
| 1998  | 2e tour (1/32)   | Conchita Martínez | 2e tour (1/32)           | Barbara Schwartz         | 4e tour (1/8)   | Natasha Zvereva    | 1er tour (1/64) | Conchita Martínez  |
| 1999  | 1er tour (1/64)  | Seda Noorlander   | 1er tour (1/64)          | Chanda Rubin             | 1er tour (1/64) | Venus Williams     | 1er tour (1/64) | Mary Joe Fernández |
| 2000  | 3e tour (1/16)   | Mary Pierce       | 2e tour (1/32)           | Chanda Rubin             | 3e tour (1/16)  | Magüi Serna        | 2e tour (1/32)  | Jelena Dokić       |
| 2001  | 2e tour (1/32)   | Jennifer Capriati | 1er tour (1/64)          | Denisa Chládková         | 1er tour (1/64) | Daniela Hantuchová | 2e tour (1/32)  | Angeles Montolio   |
| 2002  | 1er tour (1/64)  | Amanda Coetzer    | 1er tour (1/64)          | Dally Randriantefy       | 3e tour (1/16)  | Eléni Daniilídou   | 1er tour (1/64) | Petra Mandula      |

À droite du résultat, l’ultime adversaire.

### En double dames
| Année | Open d'Australie             | Open d'Australie           | Internationaux de France     | Internationaux de France   | Wimbledon                    | Wimbledon                   | US Open                       | US Open                     |
| ----- | ---------------------------- | -------------------------- | ---------------------------- | -------------------------- | ---------------------------- | --------------------------- | ----------------------------- | --------------------------- |
| 1992  | -                            | -                          | 2e tour (1/16) Monique Kiene | Mary Pierce P. Tarabini    | 1er tour (1/32) S. Appelmans | I. Demongeot N. Tauziat     | 2e tour (1/16) Caroline Vis   | Jana Novotná L. Neiland     |
| 1993  | 2e tour (1/16) Monique Kiene | Gorrochategui Linda Wild   | 2e tour (1/16) Caroline Vis  | G. Fernández N. Zvereva    | 3e tour (1/8) Caroline Vis   | Jo-Anne Faull J. Richardson | 2e tour (1/16) A. Strnadová   | Amy Frazier Rika Hiraki     |
| 1994  | -                            | -                          | 2e tour (1/16) Anke Huber    | Julie Halard N. Tauziat    | 1er tour (1/32) R. McQuillan | Patty Fendick M. McGrath    | 2e tour (1/16) R. McQuillan   | Patty Fendick M. McGrath    |
| 1995  | 1er tour (1/32) S. Appelmans | W. Probst D. Scott         | 1er tour (1/32) S. Appelmans | M. Bollegraf Rennae Stubbs | 3e tour (1/8) S. Appelmans   | Lori McNeil Helena Suková   | 1er tour (1/32) S. Appelmans  | Chanda Rubin Pam Shriver    |
| 1996  | 2e tour (1/16) S. Appelmans  | Lisa Raymond G. Sabatini   | 1er tour (1/32) S. Appelmans | M. McGrath L. Neiland      | 2e tour (1/16) S. Appelmans  | A. Dechaume S. Testud       | 2e tour (1/16) S. Appelmans   | K. Boogert Irina Spîrlea    |
| 1997  | 2e tour (1/16) S. Appelmans  | V. Ruano Paola Suárez      | 1er tour (1/32) S. Appelmans | Chanda Rubin B. Schultz    | 1/2 finale S. Appelmans      | G. Fernández N. Zvereva     | 1er tour (1/32) S. Appelmans  | A. Ellwood K. Radford       |
| 1998  | 3e tour (1/8) S. Appelmans   | M. Bollegraf A. Sánchez    | 2e tour (1/16) S. Appelmans  | Meike Babel W. Probst      | 1er tour (1/32) S. Appelmans | Rita Grande G. Helgeson     | 1er tour (1/32) Gorrochategui | L. Davenport N. Zvereva     |
| 1999  | 3e tour (1/8) S. Appelmans   | Nicole Arendt M. Bollegraf | 1er tour (1/32) S. Appelmans | L. Neiland A. Sánchez      | 1er tour (1/32) S. Appelmans | Likhovtseva Ai Sugiyama     | 1er tour (1/32) S. Appelmans  | Nana Miyagi Linda Wild      |
| 2000  | 1er tour (1/32) K. Boogert   | K. Habšudová A. Sidot      | 1er tour (1/32) K. Boogert   | C. Martínez P. Tarabini    | 1/4 de finale K. Boogert     | Lisa Raymond Rennae Stubbs  | 1er tour (1/32) K. Boogert    | S. Williams V. Williams     |
| 2001  | 3e tour (1/8) K. Boogert     | Nicole Arendt Ai Sugiyama  | 1er tour (1/32) K. Boogert   | Liezel Huber L. Montalvo   | 2e tour (1/16) K. Boogert    | Justine Henin Magüi Serna   | 1er tour (1/32) K. Boogert    | Megan Bradley Erin Burdette |
| 2002  | 3e tour (1/8) K. Boogert     | M. Hingis A. Kournikova    | 2e tour (1/16) K. Boogert    | Silvia Farina B. Schett    | 2e tour (1/16) K. Boogert    | Tina Križan K. Srebotnik    | 2e tour (1/16) K. Boogert     | Chanda Rubin N. Zvereva     |

Sous le résultat, la partenaire ; à droite, l’ultime équipe adverse.

### En double mixte
| Année | Open d'Australie             | Open d'Australie           | Internationaux de France      | Internationaux de France    | Wimbledon                    | Wimbledon                 | US Open                       | US Open                    |
| ----- | ---------------------------- | -------------------------- | ----------------------------- | --------------------------- | ---------------------------- | ------------------------- | ----------------------------- | -------------------------- |
| 1992  | -                            | -                          | 2e tour (1/16) Jacco Eltingh  | Rennae Stubbs Laurie Warder | Finale Jacco Eltingh         | L. Neiland Cyril Suk      | -                             | -                          |
| 1993  | -                            | -                          | 1er tour (1/32) Jacco Eltingh | Lori McNeil Bryan Shelton   | 2e tour (1/16) Jacco Eltingh | M. Strandlund Jan Apell   | -                             | -                          |
| 1994  | -                            | -                          | -                             | -                           | 1er tour (1/32) S. Noteboom  | E. Smylie J. Fitzgerald   | -                             | -                          |
| 1995  | 1er tour (1/16) H. J. Davids | R. McQuillan D. Macpherson | 2e tour (1/16) H. J. Davids   | N. Medvedeva Paul Haarhuis  | 1er tour (1/32) H. J. Davids | W. Probst Dave Randall    | 2e tour (1/8) Tom Nijssen     | M. McGrath Matt Lucena     |
| 1996  | -                            | -                          | 1er tour (1/32) S. Noteboom   | C. Barclay A. Florent       | 2e tour (1/16) H. J. Davids  | Nicole Arendt Luke Jensen | -                             | -                          |
| 1997  | 2e tour (1/8) H. J. Davids   | M. Bollegraf Rick Leach    | 1/4 de finale H. J. Davids    | Helena Suková Cyril Suk     | 1er tour (1/32) H. J. Davids | Linda Wild D. Johnson     | 1er tour (1/16) H. J. Davids  | Yayuk Basuki Menno Oosting |
| 1998  | 1er tour (1/16) Piet Norval  | C. Barclay Byron Talbot    | 2e tour (1/16) E. Ferreira    | V. Williams J. Gimelstob    | 1er tour (1/32) S. Noteboom  | Rika Hiraki Devin Bowen   | 1er tour (1/16) Nicklas Kulti | S. Williams Max Mirnyi     |
| 1999  | 1/4 de finale Nicklas Kulti  | M. Bollegraf Pablo Albano  | 2e tour (1/16) Nicklas Kulti  | M. de Swardt David Adams    | 2e tour (1/16) J. de Jager   | A. Kournikova J. Björkman | -                             | -                          |
| 2000  | 1er tour (1/16) Mark Knowles | A. Sánchez T. Woodbridge   | 2e tour (1/16) A. Kratzmann   | C. Barclay Paul Haarhuis    | 2e tour (1/16) Jan Siemerink | B. Schett N. Lapentti     | -                             | -                          |
| 2001  | -                            | -                          | -                             | -                           | 3e tour (1/8) Jiří Novák     | D. Hantuchová Leoš Friedl | -                             | -                          |
| 2002  | 2e tour (1/8) Leander Paes   | Paola Suárez Gastón Etlis  | -                             | -                           | 2e tour (1/16) Paul Haarhuis | Lisa Raymond Leander Paes | -                             | -                          |

Sous le résultat, le partenaire ; à droite, l’ultime équipe adverse.

## Parcours aux Jeux olympiques

### En simple dames
| # | Date       | Nom de l'olympiade          | Surface    | Résultat       | Ultime adversaire | Score    |          |
| - | ---------- | --------------------------- | ---------- | -------------- | ----------------- | -------- | -------- |
| 1 | 19/09/2000 | Olympic Tennis Event Sydney | Dur (ext.) | 2e tour (1/16) | Monica Seles      | 6-1, 6-1 | Parcours |

### En double dames
| # | Date       | Nom de l'olympiade          | Surface    | Résultat | Partenaire      | Ultimes adversaires              | Score    |          |
| - | ---------- | --------------------------- | ---------- | -------- | --------------- | -------------------------------- | -------- | -------- |
| 1 | 19/09/2000 | Olympic Tennis Event Sydney | Dur (ext.) | Argent   | Kristie Boogert | Serena Williams · Venus Williams | 6-1, 6-1 | Parcours |

## Parcours en Coupe de la Fédération
| #                                                                          | Date       | Lieu          | Surface         | Gagnante(s)                    | Perdante(s)                        | Score          |          |
|                                                                            |            |               |                 |                                |                                    |                |          |
| 1992 - 2e tour (groupe mondial) - Allemagne - Pays-Bas - 2 : 1             |            |               |                 |                                |                                    |                |          |
| 1                                                                          | 15/07/1992 | Francfort     | Terre (ext.)    | Nicole Jagerman Miriam Oremans | Sabine Hack Barbara Rittner        | 2-6, 7-5, 6-4  | Parcours |
|                                                                            |            |               |                 |                                |                                    |                |          |
| 1993 - 1er tour (groupe mondial) - Croatie - Pays-Bas - 0 : 3              |            |               |                 |                                |                                    |                |          |
| 2                                                                          | 20/07/1993 | Francfort     | Terre (ext.)    | Miriam Oremans                 | Nadin Ercegovic                    | 6-1, 6-1       | Parcours |
| 2                                                                          | 20/07/1993 | Francfort     | Terre (ext.)    | Kristie Boogert Miriam Oremans | Maja Murić Silvija Talaja          | 6-3, 6-0       | Parcours |
|                                                                            |            |               |                 |                                |                                    |                |          |
| 1993 - 2e tour (groupe mondial) - Lettonie - Pays-Bas - 0 : 3              |            |               |                 |                                |                                    |                |          |
| 3                                                                          | 21/07/1993 | Francfort     | Terre (ext.)    | Miriam Oremans                 | Agnese Blumberga                   | 7-64, 6-2      | Parcours |
| 3                                                                          | 21/07/1993 | Francfort     | Terre (ext.)    | Kristie Boogert Miriam Oremans | Agnese Blumberga Oksana Bushevitsa | 6-2, 6-3       | Parcours |
|                                                                            |            |               |                 |                                |                                    |                |          |
| 1993 - 1/4 de finale (groupe mondial) - Espagne - Pays-Bas - 3 : 0         |            |               |                 |                                |                                    |                |          |
| 4                                                                          | 23/07/1993 | Francfort     | Terre (ext.)    | Arantxa Sánchez                | Miriam Oremans                     | 7-64, 6-0      | Parcours |
|                                                                            |            |               |                 |                                |                                    |                |          |
| 1994 - 1er tour (groupe mondial) - Biélorussie - Pays-Bas - 1 : 2          |            |               |                 |                                |                                    |                |          |
| 5                                                                          | 18/07/1994 | Francfort     | Terre (ext.)    | Miriam Oremans                 | Tatiana Ignatieva                  | 3-6, 6-4, 6-4  | Parcours |
| 5                                                                          | 18/07/1994 | Francfort     | Terre (ext.)    | Kristie Boogert Miriam Oremans | Tatiana Ignatieva Natasha Zvereva  | 2-6, 7-5, 6-4  | Parcours |
|                                                                            |            |               |                 |                                |                                    |                |          |
| 1994 - 2e tour (groupe mondial) - Afrique du Sud - Pays-Bas - 2 : 1        |            |               |                 |                                |                                    |                |          |
| 6                                                                          | 20/07/1994 | Francfort     | Terre (ext.)    | Miriam Oremans                 | Elna Reinach                       | 6-4, 7-5       | Parcours |
| 6                                                                          | 20/07/1994 | Francfort     | Terre (ext.)    | Mariaan de Swardt Elna Reinach | Kristie Boogert Miriam Oremans     | 6-2, 7-5       | Parcours |
|                                                                            |            |               |                 |                                |                                    |                |          |
| 1995 - 1/4 de finale (groupe mondial II) - Suède - Pays-Bas - 0 : 5        |            |               |                 |                                |                                    |                |          |
| 7                                                                          | 22/04/1995 | Västerås      | Moquette (int.) | Miriam Oremans                 | Maria Strandlund                   | 6-3, 6-1       | Parcours |
| 7                                                                          | 22/04/1995 | Västerås      | Moquette (int.) | Miriam Oremans                 | Åsa Svensson                       | 2-6, 7-64, 6-3 | Parcours |
|                                                                            |            |               |                 |                                |                                    |                |          |
| 1995 - Barrage (groupe mondial I) - Pays-Bas - Autriche - 1 : 4            |            |               |                 |                                |                                    |                |          |
| 8                                                                          | 22/07/1995 | Noordwijk     | Moquette (ext.) | Miriam Oremans                 | Beate Reinstadler                  | 6-4, 5-7, 6-2  | Parcours |
| 8                                                                          | 22/07/1995 | Noordwijk     | Moquette (ext.) | Judith Wiesner                 | Miriam Oremans                     | 6-2, 6-2       | Parcours |
|                                                                            |            |               |                 |                                |                                    |                |          |
| 1996 - 1/4 de finale (groupe mondial II) - Pays-Bas - Australie - 4 : 1    |            |               |                 |                                |                                    |                |          |
| 9                                                                          | 27/04/1996 | Kampen        | Terre (ext.)    | Miriam Oremans                 | Rennae Stubbs                      | 6-4, 6-3       | Parcours |
|                                                                            |            |               |                 |                                |                                    |                |          |
| 1996 - Barrage (groupe mondial I) - Slovaquie - Pays-Bas - 2 : 3           |            |               |                 |                                |                                    |                |          |
| 10                                                                         | 13/07/1996 | Bratislava    | Terre (ext.)    | Miriam Oremans                 | Henrieta Nagyová                   | 6-1, 6-4       | Parcours |
| 10                                                                         | 13/07/1996 | Bratislava    | Terre (ext.)    | Karina Habšudová               | Miriam Oremans                     | 6-1, 6-3       | Parcours |
|                                                                            |            |               |                 |                                |                                    |                |          |
| 1997 - 1/4 de finale (groupe mondial) - Pays-Bas - États-Unis - 3 : 2      |            |               |                 |                                |                                    |                |          |
| 11                                                                         | 01/03/1997 | Haarlem       | Moquette (int.) | Miriam Oremans                 | Mary Joe Fernández                 | 6-1, 6-4       | Parcours |
| 11                                                                         | 01/03/1997 | Haarlem       | Moquette (int.) | Miriam Oremans                 | Chanda Rubin                       | 6-3, 6-0       | Parcours |
|                                                                            |            |               |                 |                                |                                    |                |          |
| 1997 - 1/2 finale (groupe mondial) - République tchèque - Pays-Bas - 2 : 3 |            |               |                 |                                |                                    |                |          |
| 12                                                                         | 12/07/1997 | Prague        | Terre (ext.)    | Jana Novotná                   | Miriam Oremans                     | 6-3, 6-0       | Parcours |
| 12                                                                         | 12/07/1997 | Prague        | Terre (ext.)    | Miriam Oremans                 | Adriana Gerši                      | 1-6, 6-2, 9-7  | Parcours |
| 12                                                                         | 12/07/1997 | Prague        | Terre (ext.)    | Manon Bollegraf Miriam Oremans | Eva Martincová Jana Novotná        | 6-4, 7-65      | Parcours |
|                                                                            |            |               |                 |                                |                                    |                |          |
| 1997 - Finale (groupe mondial) - Pays-Bas - France - 1 : 4                 |            |               |                 |                                |                                    |                |          |
| 13                                                                         | 04/10/1997 | Bois-le-Duc   | Moquette (int.) | Mary Pierce                    | Miriam Oremans                     | 6-4, 6-1       | Parcours |
| 13                                                                         | 04/10/1997 | Bois-le-Duc   | Moquette (int.) | Sandrine Testud                | Miriam Oremans                     | 0-6, 6-3, 6-3  | Parcours |
|                                                                            |            |               |                 |                                |                                    |                |          |
| 1998 - 1/4 de finale (groupe mondial) - États-Unis - Pays-Bas - 5 : 0      |            |               |                 |                                |                                    |                |          |
| 14                                                                         | 18/04/1998 | Kiawah Island | Terre (ext.)    | Monica Seles                   | Miriam Oremans                     | 6-1, 6-2       | Parcours |
| 14                                                                         | 18/04/1998 | Kiawah Island | Terre (ext.)    | Lindsay Davenport              | Miriam Oremans                     | 6-1, 6-2       | Parcours |
|                                                                            |            |               |                 |                                |                                    |                |          |
| 1998 - Barrage (groupe mondial I) - Croatie - Pays-Bas - 3 : 2             |            |               |                 |                                |                                    |                |          |
| 15                                                                         | 25/07/1998 | Bol           | Terre (ext.)    | Silvija Talaja                 | Miriam Oremans                     | 6-3, 6-3       | Parcours |
| 15                                                                         | 25/07/1998 | Bol           | Terre (ext.)    | Iva Majoli                     | Miriam Oremans                     | 6-2, 6-2       | Parcours |
|                                                                            |            |               |                 |                                |                                    |                |          |
| 1999 - 1/4 de finale (groupe mondial II) - Pays-Bas - Belgique - 0 : 5     |            |               |                 |                                |                                    |                |          |
| 16                                                                         | 17/04/1999 | Bois-le-Duc   | Moquette (int.) | Justine Henin                  | Miriam Oremans                     | 5-7, 7-5, 6-3  | Parcours |
| 16                                                                         | 17/04/1999 | Bois-le-Duc   | Moquette (int.) | Els Callens                    | Miriam Oremans                     | 6-1, 7-66      | Parcours |
| 16                                                                         | 17/04/1999 | Bois-le-Duc   | Moquette (int.) | Sabine Appelmans Els Callens   | Amanda Hopmans Miriam Oremans      | 2-6, 6-3, 6-4  | Parcours |
|                                                                            |            |               |                 |                                |                                    |                |          |
| 1999 - Barrage (groupe mondial II) - Pays-Bas - Japon - 2 : 1              |            |               |                 |                                |                                    |                |          |
| 17                                                                         | 21/07/1999 | Amsterdam     | Dur (ext.)      | Miho Saeki                     | Miriam Oremans                     | 6-3, 6-4       | Parcours |
|                                                                            |            |               |                 |                                |                                    |                |          |
| 1999 - Barrage (groupe mondial II) - Pays-Bas - Biélorussie - 3 : 0        |            |               |                 |                                |                                    |                |          |
| 18                                                                         | 22/07/1999 | Amsterdam     | Dur (ext.)      | Miriam Oremans                 | Olga Barabanschikova               | 6-4, 4-6, 7-5  | Parcours |
|                                                                            |            |               |                 |                                |                                    |                |          |
| 1999 - Barrage (groupe mondial II) - Pays-Bas - Slovénie - 1 : 2           |            |               |                 |                                |                                    |                |          |
| 19                                                                         | 23/07/1999 | Amsterdam     | Dur (ext.)      | Tina Pisnik                    | Miriam Oremans                     | 6-4, 1-6, 9-7  | Parcours |
|                                                                            |            |               |                 |                                |                                    |                |          |
| 1999 - Barrage (groupe mondial II) - Pays-Bas - Australie - 0 : 2          |            |               |                 |                                |                                    |                |          |
| 20                                                                         | 24/07/1999 | Amsterdam     | Dur (ext.)      | Nicole Pratt                   | Miriam Oremans                     | 6-4, 3-6, 10-8 | Parcours |
|                                                                            |            |               |                 |                                |                                    |                |          |
| 2002 - Barrage (groupe mondial I) - Australie - Pays-Bas - 3 : 2           |            |               |                 |                                |                                    |                |          |
| 21                                                                         | 20/07/2002 | Wollongong    | Dur (int.)      | Miriam Oremans                 | Evie Dominikovic                   | 6-4, 6-3       | Parcours |
| 21                                                                         | 20/07/2002 | Wollongong    | Dur (int.)      | Alicia Molik                   | Miriam Oremans                     | 6-2, 6-3       | Parcours |
| 21                                                                         | 20/07/2002 | Wollongong    | Dur (int.)      | Alicia Molik Rennae Stubbs     | Kristie Boogert Miriam Oremans     | 7-61, 7-64     | Parcours |

## Classements WTA en fin de saison

### En simple
| Année | 1989 | 1990 | 1991 | 1992 | 1993 | 1994 | 1995 | 1996 | 1997 | 1998 | 1999 | 2000 | 2001 | 2002 |
| Rang  | 343  | 190  | 148  | 130  | 31   | 47   | 42   | 46   | 47   | 58   | 100  | 64   | 85   | 124  |

Source : (en) « Classements de Miriam Oremans », sur le site officiel du WTA Tour

### En double
| Année | 1989 | 1990 | 1991 | 1992 | 1993 | 1994 | 1995 | 1996 | 1997 | 1998 | 1999 | 2000 | 2001 | 2002 |
| Rang  | 503  | 267  | 725  | 91   | 84   | 56   | 70   | 32   | 29   | 31   | 82   | 45   | 52   | 49   |

Source : (en) « Classements de Miriam Oremans », sur le site officiel du WTA Tour